# کسیدی
کسیدی  (به انگلیسی: Kasidi) روستایی در استان ساحلی، کنیا می‌باشد.